# دیوآغاج
دیوآغاج (به لاتین: Divağac) یک منطقه مسکونی در جمهوری آذربایجان است که در شهرستان لریک واقع شده است.